# Aksel Rasmussen
 For alternative betydninger, se Aksel Rasmussen (flertydig). (Se også artikler, som begynder med Aksel Rasmussen)
Aksel Rasmussen (4. maj 1924 i Frørup – 15. december 2011) var en dansk skuespiller.
Rasmussen, der ikke var uddannet skuespiller, havde gennem karrieren primært været tilknyttet forskellige scener i provinsen, bl.a. Svalegangen i Århus, hvor han var 1982-1991. Han har også haft roller på Aarhus Teater og Gladsaxe Teater. Efter Svalegangen var han tilknyttet Aalborg Teater 1992-1994, ligesom han spillede gæsteroller ved Jomfru Ane Teatret i Aalborg og Holbæk Egnsteater. Aksel Rasmussen har også medvirket i flere spillefilm og tv-serier.

## Filmografi
- Vildbassen (1994)
- Carlo og Ester (1994)
- Kun en pige (1995)
- Kærlighed ved første hik (1999)

### Tv-serier
- Jul på Slottet (1986)
- En fri mand (1996)
- Hjerteflimmer (1998)